# Tempranillo

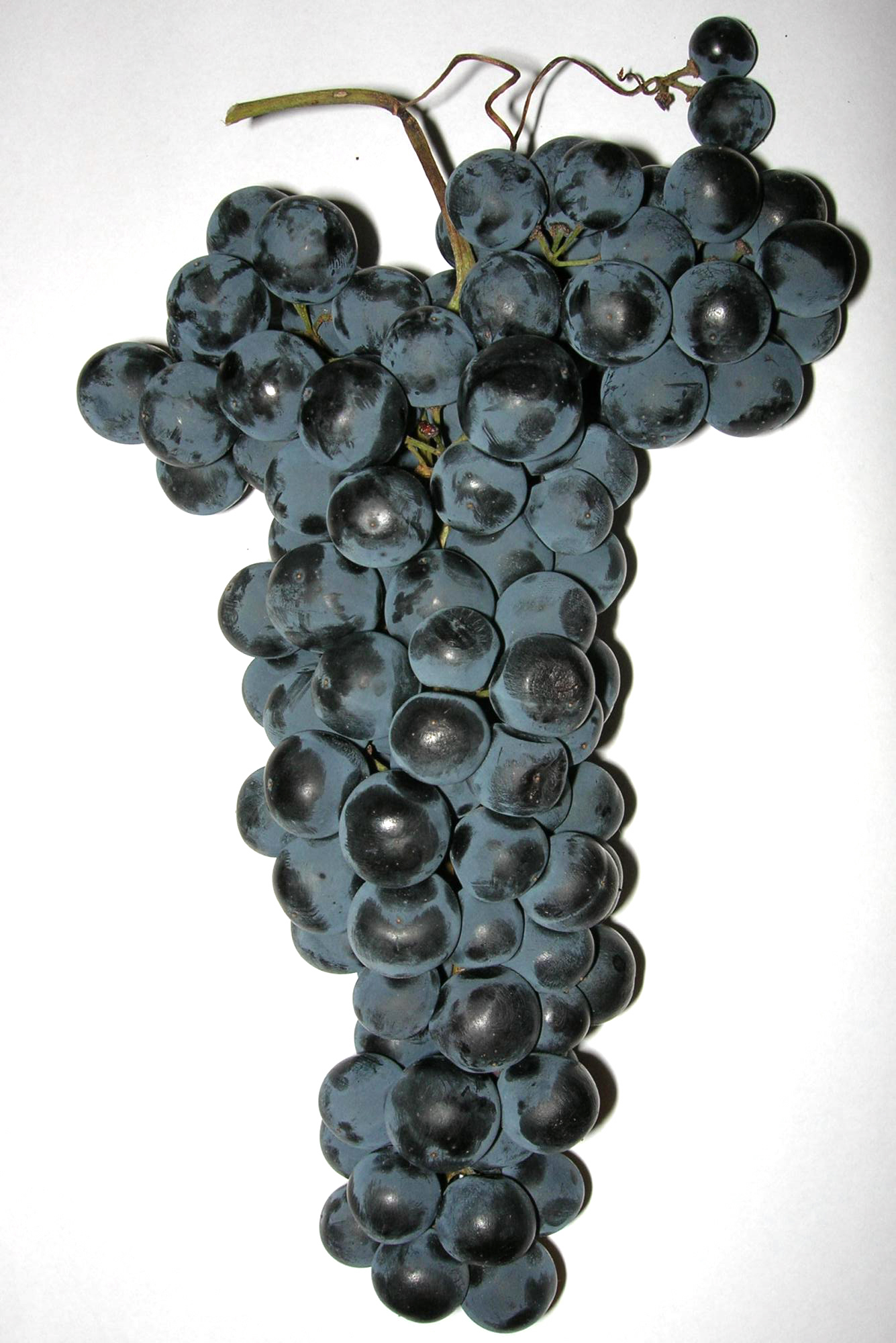
En klase mogna Tempranillo-druvor.

Tempranillo är en blå sort av druva hörande till arten vinranka (Vitis vinifera). Det är den huvudsakliga druvan i det spanska vindistriktet Rioja. I det angränsande distriktet Ribera del Duero heter den Tinto Fino eller Tinta del País (spanska för 'Landets röda') och i vindistriktet Toro kallas den Tinta de Toro. Druvsorten odlas också i Portugal, där den bland annat ingår i portvin under namnet Tinta Roriz. Tempranillo odlas på 231 000 hektar totalt i världen och 203 000 av dessa ligger i Spanien. Portugal odlar 18 000 hektar och Argentina 5 500. Druvans popularitet har ökat markant de senaste 15 åren (2021). Tempranilllos frukt har tjockt skal och aromer av lakrits, läder och tobak, men det är ändå smaker av björnbär och hallon som dominerar.

Druvan mognar relativt tidigt, därav namnet (temprano är spanska för tidigt) och ger viner av hög kvalitet och har stor lagringsförmåga. Ekfatslagrade viner på tempranillo, typiskt för Rioja, blir ofta balanserade med mjuk fruktighet. I Rioja lagras tempranillo oftast på fat av amerikansk ek.

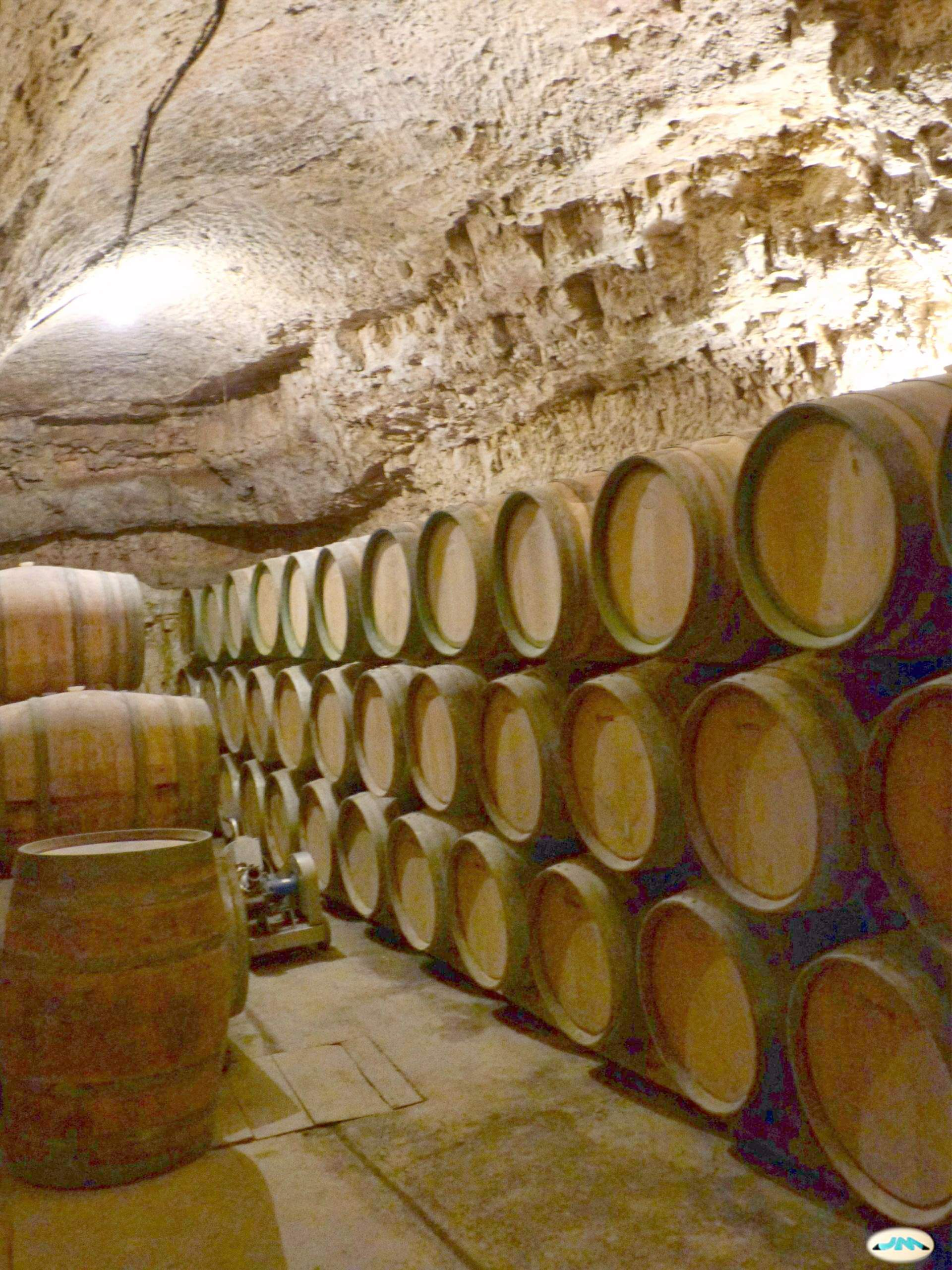
Tempranillo är förknippat med ekfatslagring. Här ekfat på Bodegas Lecea i Rioja.
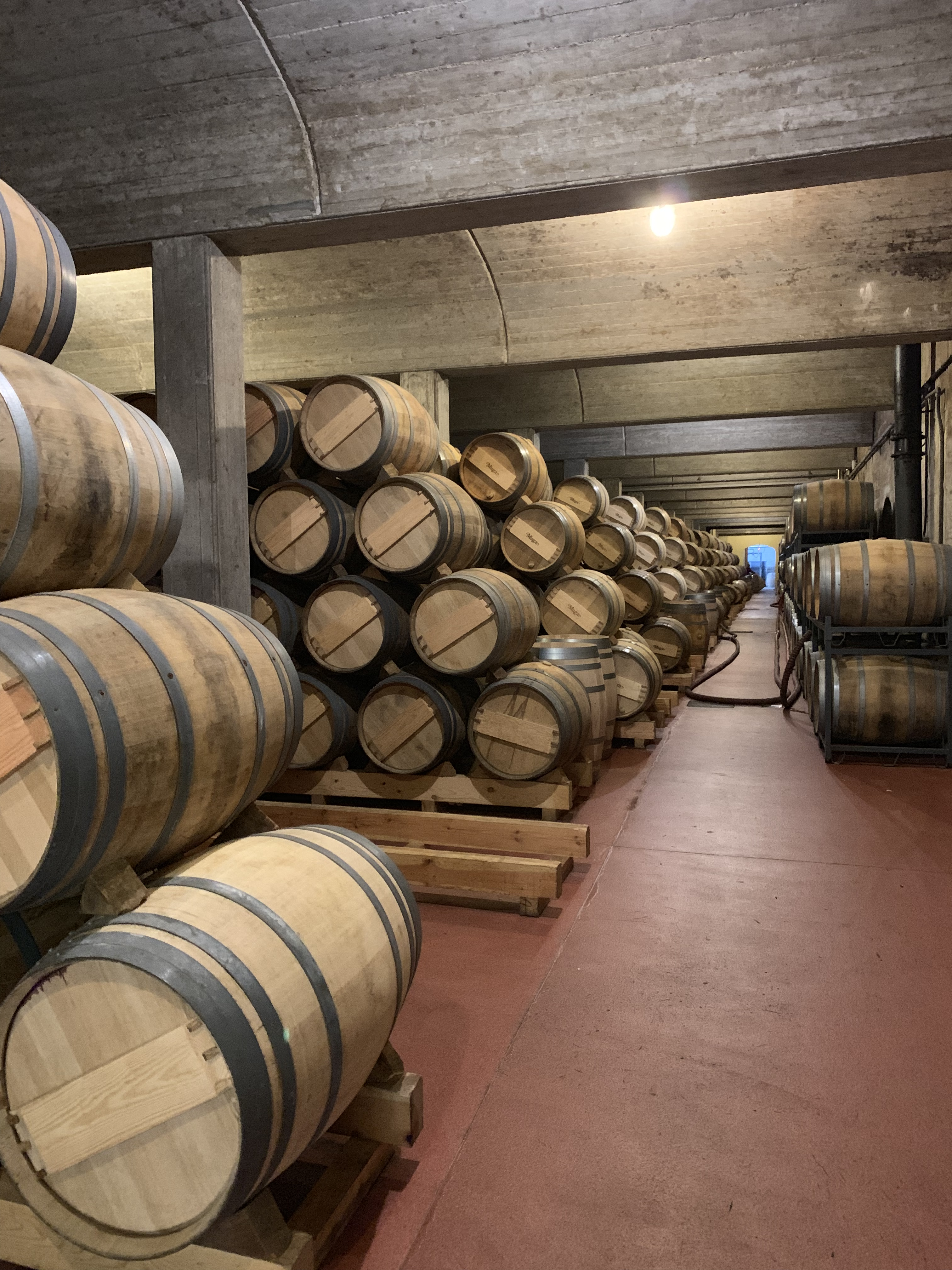
Ekfat på Muga bodega i Haro, Rioja. Muga tillverkar sina egna fat med fransk och amerikansk ek.
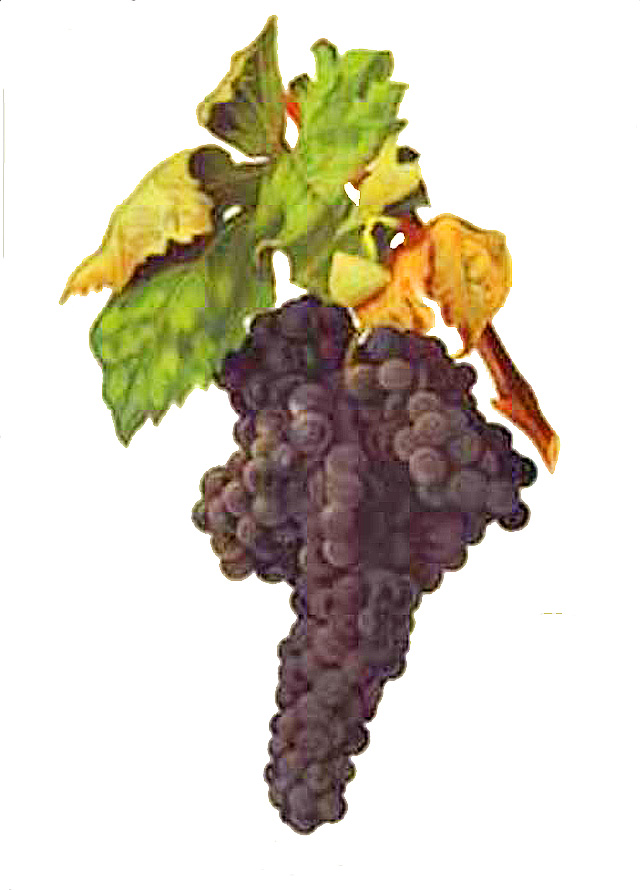
Tempranillo